# Lawrence Norfolk
Pour les articles homonymes, voir Norfolk.
Lawrence Norfolk, né le 1er octobre 1963, à Londres, est un romancier britannique. Il est connu pour ses romans historiques aux intrigues complexes et riches en détails, utilisant un vocabulaire d'une variété peu commune.

## Biographie
Le père de Lawrence Norfolk est ingénieur. Peu après sa naissance, ses parents l'emmènent en Irak, qu'ils quittent en 1967, lors de la guerre des Six Jours. Il passe alors sa jeunesse dans le West Country. 
Il fait des études de littérature anglaise au King's College de Londres, où il obtient un premier diplôme en 1986. Il rédige plus tard une thèse de doctorat sur le poète John Ashbery. 
Il travaille un temps comme enseignant et rédacteur indépendant pour le compte d'éditeurs d'ouvrages de références.  Il devient ensuite un collaborateur régulier du Times Literary Supplement, où il signe des critiques littéraires sur la poésie. Il rédige également divers articles pour de nombreuses publications, dont The Washington Post, Esquire, GQ, The Times, The Daily Telegraph, The Guardian. Il participe aussi aux émissions littéraires et culturelles Saturday Review et Front Row de BBC Radio 4 et à Nightwaves, une émission consacrée à la musique classique, sur les ondes de BBC Radio 3.
En 1992, il remporte le prix Somerset-Maugham avec son premier roman, Le Dictionnaire de Lemprière (Lemprière's Dictionary) qui relate les événements liés à la publication, en 1788, du traité de John Lemprière Bibliotheca Classica, qui fit longtemps autorité dans le domaine de la mythologie et de l'Antiquité classique.

## Œuvre

### Romans
- Lemprière's Dictionary (1991) Publié en français sous le titre Le Dictionnaire de Lemprière, traduit par André Zavriew, Paris, Grasset, coll. « Littérature », p. 516, 1994  (ISBN 2-246-47681-X) ; réédition, Paris, Le Livre de poche no 13967, 1996  (ISBN 2-253-13967-X) ; réédition, Paris, Points, coll. « Grands romans » no P3324, 2014  (ISBN 978-2-7578-4410-6)
- The Pope's Rhinoceros (1996) Publié en français sous le titre Le Rhinocéros du pape, traduit par Bernard Turle, Paris, Grasset, p. 656, 1997  (ISBN 2-246-54031-3) ; réédition, Paris, Le Livre de poche no 14816, 2000  (ISBN 2-253-14816-4)
- In the Shape of a Boar (2000) Publié en français sous le titre Comme un sanglier, traduit par Alice Seelow, Paris, Grasset, p. 416, 2002  (ISBN 2-246-62121-6) ; réédition, Paris, Le Livre de poche no 30214, 2004  (ISBN 2-253-11159-7)
- John Saturnall's Feast (2012) Publié en français sous le titre Le Festin de John Saturnal, traduit par Alice Seelow, Paris, Grasset, p. 464, 2013  (ISBN 978-2-246-80003-3)